# 宮崎智栄子
宮崎 智栄子（みやざき ちえこ、3月7日 - ）は、日本の女性声優。東京都出身。プロダクション・エース所属。
かつてはメディアフォースに所属していた。

## 出演

### テレビアニメ
2013年
- 翠星のガルガンティア（おばさん）
- アイカツ!（2013年 - 2014年、おばさん1、コメンテーター）

2013年
- 棺姫のチャイカ（女主人）
- エスカ&ロジーのアトリエ 〜黄昏の空の錬金術士〜（女性）
- 健全ロボ ダイミダラー
- ノーゲーム・ノーライフ（町人）
- LOVE STAGE!!（市原あい）

2015年
- 櫻子さんの足下には死体が埋まっている（祖母、一重の母親）

2016年
- エンドライド（乳母）

2019年
- 可愛ければ変態でも好きになってくれますか?（唯花の祖母）

### 劇場アニメ
- 映画 ベルセルク 黄金時代篇II ドルドレイ攻略（2012年、女官長）
- コードギアス 亡国のアキト 第3章「輝くもの天より堕つ」（2015年、パイプ婆さん）

### OVA
- 棺姫のチャイカ AVENGING BATTLE（2014年、世話人）

### Webアニメ
- ゆけ!小英くん（おばさんA）

### ゲーム
- レインボーシックス シージ（フロスト）
- グランブルーファンタジー リリンク（2024年）
- ファイナルファンタジーVII リバース（2024年）
- ドラゴンクエストX 未来への扉とまどろみの少女 オンライン（2024年、バンボラ[3]）

### ドラマCD
- ココロサワイデ（清音[4]）
- 花がふってくる（涼嗣の母）

### 吹き替え

#### 実写
- 美男ですね（おばあさん）
- いばらの鳥（スングム）
- エビデンス -全滅-（カトリーナ）
- ザ・チェーンソースラッシャー（教授）
- 幸せへのキセキ（配布係女）
- スペイン一家監禁事件（マルタ〈アナ・ワヘネル〉）
- スリープウォーク（パスカーリー）
- タルジャの春（タルジャの母）
- デイズ・オブ・グローリー
- ウソツキは結婚のはじまり（レイチェル・マカビー）
- デスメール（エリカ）
- デスメール返信なし（ゲルティ）
- 爆音家族
- パダムパダム 〜彼と彼女の心拍音〜（キム・ミジャ）
- パワーレンジャー・S.P.D.（ルイーズ）
- フライト・デスティネーション（ドリス）
- フリーウェイ（シーツ）
- 僕の妻はスーパーウーマン（オ・ヨンスク）
- ラスト・シャンハイ（リン・ホーシェン）
- ル・アーヴルの靴みがき（イヴェット）
- ロイヤルファミリー（ソ・スネ）
- LAW & ORDER シーズン15（ドレスラー）
- レインボーシックスシージ（フロスト）

#### アニメ
- モンスター・イン・パリ 響け!僕らの歌声（カルロッタ）

### VO
- ナショナルジオグラフィックチャンネル
- BS世界のドキュメンタリー

### 朗読
- あさことゆうこ
- 絵空事計画 ライブ説〜く
- MOTER Don't CRY

### 顔出し
- ITな生活（松原ヨネ子）

### 舞台
- 愛しすぎる男たち（月野、湧水）
- 結婚契約破棄宣言（叔母）
- コツゼンと横山さん
- ジプシー（祖母のタネ）
- 走れドンキー（イングリット、ルーシー）
- 劇団軌跡
  - Little stops?
  - Little stops?TWO（カズエ）